# Luling (Texas)
Luling is een plaats (city) in de Amerikaanse staat Texas, en valt bestuurlijk gezien onder Caldwell County.

## Demografie
Bij de volkstelling in 2000 werd het aantal inwoners vastgesteld op 5080.
In 2006 is het aantal inwoners door het United States Census Bureau geschat op 5398, een stijging van 318 (6,3%).

## Geografie
Volgens het United States Census Bureau beslaat de plaats een oppervlakte van
9,9 km², geheel bestaande uit land. Luling ligt op ongeveer 125 m boven zeeniveau.

## Plaatsen in de nabije omgeving
De onderstaande figuur toont nabijgelegen plaatsen in een straal van 32 km rond Luling.